# 格斯韦恩施泰因
格斯韦恩施泰因是德国巴伐利亚州的一个市镇。总面积57.69平方公里，总人口4057人，其中男性2061人，女性1996人（2011年12月31日），人口密度70人/平方公里。